# Tipula (Pterelachisus) trichopleura
Tipula (Pterelachisus) trichopleura is een tweevleugelige uit de familie langpootmuggen (Tipulidae). De soort komt voor in het Palearctisch gebied.